# Tipula (Yamatotipula) tsurugiana
Tipula (Yamatotipula) tsurugiana is een tweevleugelige uit de familie langpootmuggen (Tipulidae). De soort komt voor in het Palearctisch gebied.